# Thalestris frigida
Thalestris frigida är en kräftdjursart som först beskrevs av T. Scott 1899.  Thalestris frigida ingår i släktet Thalestris och familjen Thalestridae. Inga underarter finns listade i Catalogue of Life.